# Regione di Lambayeque
Lambayeque è una regione del Perù di 1 325 900 abitanti, che ha come capoluogo Chiclayo. È stata fondata il 7 gennaio 1872.

## Geografia antropica

### Suddivisioni amministrative
La regione è suddivisa in 3 province che sono composte da 33 distretti. Le province, con i relativi capoluoghi tra parentesi, sono:
- Chiclayo (Chiclayo)
- Ferreñafe (Ferreñafe)
- Lambayeque (Lambayeque)

Ogni provincia è civilmente governata da un Comune provinciale, presieduto da un sindaco, eletto a suffragio ogni quattro anni, che dirige la politica provinciale. Chiclayo è conosciuta come la città dell'amicizia. La città conta il 70% degli abitanti del dipartimento di Lambayeque, motivo per cui è considerata una delle più popolate del paese.